# جيمس مورتيمر
جيمس مورتيمر (بالإنجليزية: James Mortimer)‏ هو لاعب شطرنج وصحفي أمريكي، ولد في 22 أبريل 1833 في ريتشموند في الولايات المتحدة، وتوفي في 24 فبراير 1911 في سان سيباستيان في إسبانيا بسبب ذات الرئة.

## وصلات خارجية
- جيمس مورتيمر على موقع مباريات الشطرنج (الإنجليزية)
- جيمس مورتيمر على موقع 365Chess.com (الإنجليزية)